# Hawk-Eye

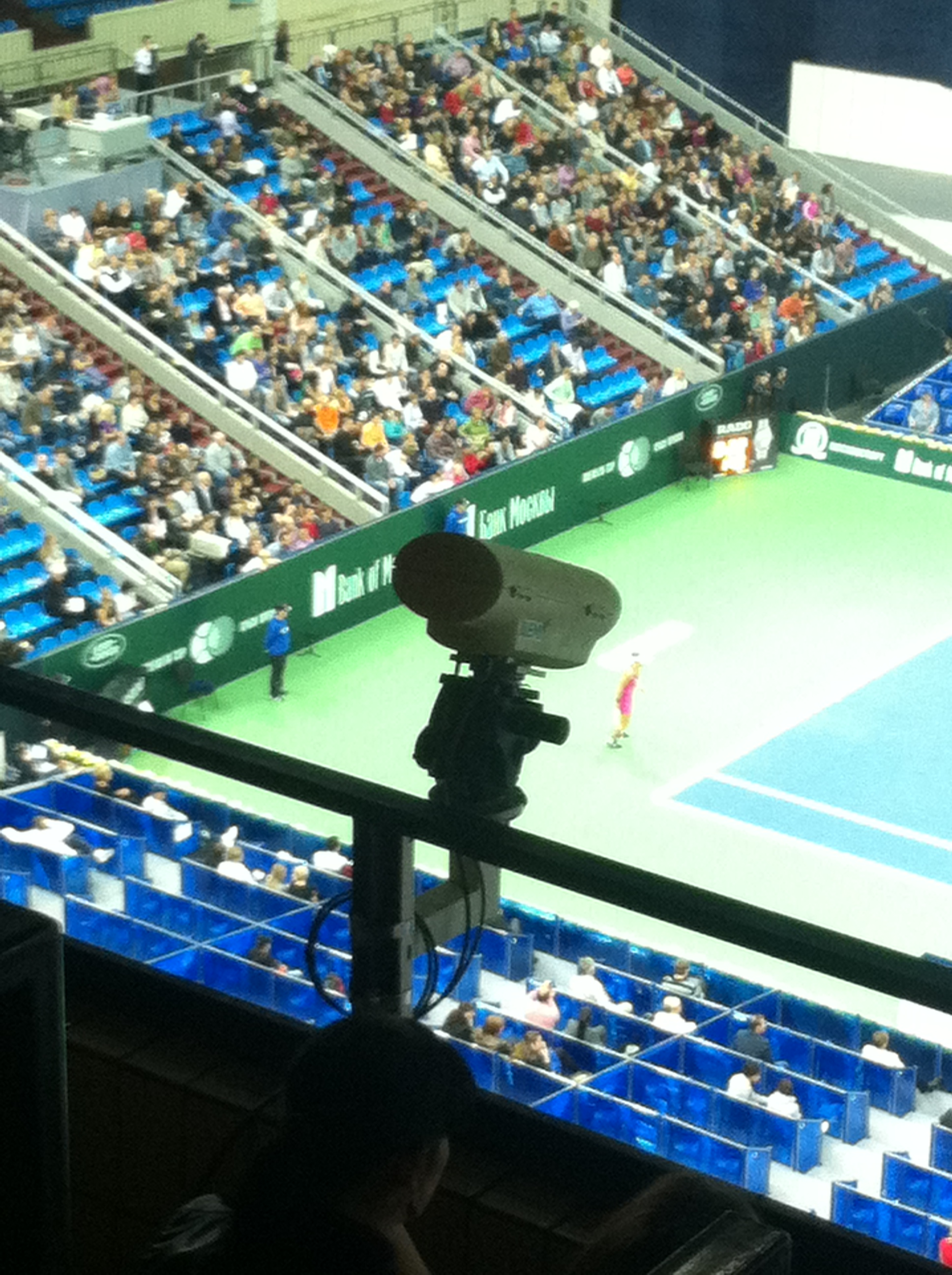
En el Torneig de Moscou (Copa Kremlin).

El Hawk-Eye (TM) també conegut per la seva traducció ull de falcó, o ull d'àguila, és la sinècdoque d'una marca registrada que dona nom al sistema informàtic "SMART replay" (nom triat pel propietari), que es fa servir en el críquet, el tennis, el futbol i altres esports, i que permet mostrar la trajectòria digitalitzada de la pilota. en ple joc. Aquest sistema genera una imatge de la trajectòria de la pilota que pot ser utilitzada pels jutges i que els permet decidir en les jugades dubtoses.
El sistema fou desenvolupat a Hampshire, Regne Unit, el 2005 per enginyers de l'empresa Roke Manor Research Limited. La patent és propietat del Dr. Paul Hawkins i David Sherry. Més endavant, la tecnologia es va continuar desenvolupant en una companyia separada, la Hawk-Eye Innovations Ltd.
El sistema Hawk-Eye va començar com un sistema de "replay" de la jugada, al principi, com a complement de les retransmissions per televisió. Com a tal, inicialment no podia reproduir les jugades in/out en directe, en contrast amb el sistema Auto-Ref que sí podia reproduir jugades en directe.

## Funcionament
Els sistemes Hawk-Eye estan basats en càlculs de triangulació a partir d'imatges visuals i mesuraments de temps proporcionats per càmeres de vídeo d'alta velocitat. Hi ha d'haver almenys 4 càmeres de vídeo col·locades adequadament al voltant de la zona de joc per tal de poder proporcionar les dades necessàries.
Aquestes dades són tractades per un processador d'alta velocitat, que reconeix la imatge de la pilota, la segueix i calcula la seva trajectòria. Per al seu correcte funcionament necessita un model de l'àrea de joc, la posició de les càmeres i el seu lloc d'enfocament. Com a resultat, calcula la posició en 3D de la pilota per a cada imatge, partint almenys, de dues càmeres que han pres una imatge de forma simultània. Valent-se de les lleis de la física, interpola les diferents posicions calculades per poder recrear la trajectòria seguida per la pilota respecte la zona de joc.
El sistema genera una imatge gràfica de la trajectòria de la pilota i la seva interacció amb la superfície de l'àrea de joc (el rebot de la pilota en tocar a terra, per exemple), permetent mostrar-la als jutges, espectadors i teleespectadors. La generació de la imatge tan sols triga uns segons, de manera que la interrupció del joc és molt petita.

## Ús

### Tennis

Pilota comparada amb l'impacte

En l'Open dels Estats Units de 2004 van ser moltes les pilotes cantades erròniament. En la derrota polèmica de quarts de final de Serena Williams contra Jennifer Capriati, moltes pilotes crucials van ser protestades per Williams, i les repeticions de televisió van demostrar que en la majoria dels casos tenia raó de queixar-se.
A la tardor de 2005 l'Hawk-Eye va ser provat per la Federació Internacional de Tennis (ITF, sigles en anglès) a Nova York i va passar a ús professional. Hawk-Eye Innovations Ltd. va informar que les proves de Nova York etaven basades en 80 tirs mesurats per una càmera fotogràfica d'alta velocitat de l'ITF, un dispositiu similar a MacCAM. Aquestes proves van ser qüestionades posteriorment, ja que una sola càmera fotogràfica d'alta velocitat tenia fins a una polzada de "punts ocults" i no podia mesurar amb exactitud a nivell del mil·límetre. Els sistemes basats en vídeo són també sensibles a la calor i altres condicions ambientals, de manera que una prova d'un sol dia no podia revelar les marques amb tal precisió. Així mateix, el sistema Hawk-Eye ha demostrat des de llavors en diversos tornejos, que pot generar resultats erronis, per exemple, a Dubai o a l'Open d'Austràlia. Només existeixen 3 ulls de falcó oficials, que són traslladats de torneig en torneig, segons la importància dels mateixos. El lloc web de Hawk-Eye Innovations indica que el sistema funciona amb un error mitjà de 3,6 mm, que equival a un error del 5% respecte al diàmetre estàndard d'una pilota de tennis (que és de 67 mm). Aquest error equival aproximadament al gruix de la pelussa de la pilota.
El Hawk-Eye ha cobert en televisió diversos tornejos importants de tennis, com el de Wimbledon, el Stella Artois, l'Open d'Austràlia, la Copa Davis i la Tennis Masters Cup. L'Open dels Estats Units va anunciar que faria ús oficial de la tecnologia per a l'Open dels Estats Units 2006. També s'utilitza, a escala més gran, com a part d'una simulació de tennis posada en acció per IBM, anomenada PointTracker. Juntament amb Cyclops, és un dels diferents mecanismes automatitzats emprats.
Al març de 2006, a l'Obert de Nasdaq-100, l'ull de falcó es va emprar oficialment per primera vegada en un esdeveniment tennístic. El 2006, l'Open dels Estats Units es va convertir en el primer esdeveniment en que fent ús del sistema durant el joc, els jugadors "desafiessin" (demanessin el "challenge") al jutge de línia.
El Campionat de Wimbledon 2007 també va posar oficialment el sistema de l'ull de falcó en execució com ajuda a l'arbitratge. La tecnologia de l'ull de falcó va ser utilitzada el 2007 en els Campionats de tennis de Dubai amb alguns petits problemes. El campió en vigor, Rafael Nadal, va reclamar que el sistema Hawk-Eye havia assenyalat incorrectament una "pilota a dins" quan la pilota de fet havia "sortit fora". L'àrbitre havia cantat "pilota fora"; però quan l'adversari va demanar el "challenge", l'ull de falcó la va cantar a dins per 3 mm. Nadal va dir que si s'hagués jugat sobre terra batuda, la marca hauria demostrat clarament que el Hawk-Eye estava equivocat. Posteriorment, l'oponent va afegir que ell mateix havia pensat que la pilota havia anat fora.

### Futbol
El sistema Hawk-Eye va arribar a mitjans de l'any 2012, i va ser acceptat per la International Football Association Board. En el futbol, a cada porteria hi ha 7 càmeres, que graven contínuament diverses preses de vista per tal de generar una imatge en tres dimensions. Al contrari del tennis, al públic no se li mostra la repetició de la jugada digitalitzada, encara que a l'àrbitre li arribarà un missatge de si ha estat gol o no. El sistema s'empra conjuntament amb la pilota intel·ligent que interactua amb l'ull de falcó, permetent així detectar amb gran precisió els gols fantasma.
El sistema de "pilota intel·ligent" (també anomenat "GoalRef)", consta de dues parts: La primera part és un dispositiu electromagnètic instal·lat darrere de les porteries que genera una ona electromagnètica de baixa freqüència creant una mena de cortina sota els tres pals. La segona part és la mateixa pilota que està equipada amb un microxip RFID.
A partir de juliol de 2017, els sistemes amb llicència Hawk-Eye es van instal·lar a 96 estadis. Per nombre d'instal·lacions, Hawk-eye és el sistema GLT més popular. El Hawk-Eye és el sistema utilitzat en les lligues més importants d'Europa, com la Premier League, la Bundesliga i la Ligue 1, i també en la Copa del món i el Mundial de clubs.